# Articulation incudo-malléaire
L'articulation incudo-malléaire est une petite articulation synoviale en selle entre deux osselets de l'ouïe : la tête du malléus et le corps de l'incus.